# Ellie Kildunne
Ellie Tea Kildunne (Keighley, 8 settembre 1999) è una rugbista a 15 internazionale per l'Inghilterra, estremo delle Harlequin Ladies.

## Biografia
Proveniente da Keighley, città del West Yorkshire nel circondario di Bradford, Ellie Kildunne crebbe praticando calcio (in periodo preadolescenziale era un'accesa sostenitrice del Liverpool) e rugby a 13 (nelle giovanili del Castleford).
Passata al rugby a 15, entrò nella squadra femminile del Gloucester nel 2017 e debuttò in nazionale maggiore in un test match autunnale contro il Canada, realizzando anche una meta; successivamente fu cooptata nel programma federale di rugby a 7 olimpico in quanto l'Inghilterra fu designata quale rappresentante della Gran Bretagna alle qualificazioni per il torneo di Tokyo del 2020.
A qualificazione ottenuta sopraggiunse nel 2020 il taglio di budget della RFU al rugby femminile in generale e al progetto olimpico in particolare, a seguito della pandemia di COVID-19 che ridusse le entrate economiche e provocò lo slittamento di un anno dei Giochi di Tokyo; Kildunne tornò quindi al rugby a 15 di club nelle file delle Wasps.
Rientrata nel gruppo di rugbiste di interesse nazionale cui garantire un contratto professionistico, nel 2021 si è trasferita alle Harlequin Ladies.
Vincitrice di 4 Grandi Slam al Sei Nazioni, Kildunne ha fatto parte della squadra inglese alla Coppa del Mondo di rugby femminile 2021, tenutasi in Nuova Zelanda nel 2022, nella quale ha raggiunto la finale, poi persa contro la formazione di casa, benché a livello individuale possa vantare una meta a referto nella gara per il titolo.